# بنگل
بنگل (به آلمانی: Bengel) یک شهر در آلمان است که در برنکاستل-ویتلیش واقع شده‌است. بنگل ۸۷۶ نفر جمعیت دارد.